# Панамски арлекин
Панамският арлекин (Atelopus certus) е вид земноводно от семейство Крастави жаби (Bufonidae). Видът е застрашен от изчезване.

## Разпространение
Разпространен е в Панама.